# Kumonosu-jō
Trono Manchado de Sangue ( em japonês :蜘蛛巣城, Hepburn : Kumonosu-jō, lit. 'O Castelo da Teia de Aranha' )  é um épico japonês jidaigeki de 1957, dirigido e produzido por Akira Kurosawa, com efeitos especiais de Eiji Tsuburaya. O filme transporta o enredo da peça Macbeth (1606) do dramaturgo William Shakespeare da Escócia Medieval para o Japão feudal, com elementos estilísticos retirados do teatro Noh. O filme é estrelado por Toshiro Mifune e Isuzu Yamada nos papéis principais.
O longa-metragem conta a história de um guerreiro que assassina seu soberano a pedido de sua ambiciosa esposa. Kurosawa era fã da peça e pretendia realizar a sua própria adaptação anos antes, adiando-a após saber de Macbeth (1948) de Orson Welles. Entre suas principais mudanças em relação ao enredo da peça estava o final, que exigia que os arqueiros atirassem flechas ao redor de Mifune. O filme foi rodado ao redor do Monte Fuji e da Península de Izu. Com um orçamento de US$ 350.000 (equivalente a US$ 3.918.000 em 2024), o filme foi um dos filmes mais caros já feitos no Japão na época de seu lançamento.
Apesar da mudança de cenário e das inúmeras liberdades criativas, Throne of Blood é frequentemente considerado uma das melhores adaptações cinematográficas da peça clássica e das obras de Shakespeare no geral, recebendo muitos elogios da crítica especializada.

## Sinopse
Japão, século XVI. As guerras civis sacodem o país. Dois valentes samurais, os generais Washizu Taketori (Toshirō Mifune) e Miki (Minoru Chiaki), regressam aos seus domínios depois de uma batalha vitoriosa. No caminho, uma misterioso ser profetiza futuro de Washizu: o guerreiro se converterá no Senhor do Castelo do Norte. A partir deste fato Washizu, auxiliado por sua esposa Asaji Isuzu Yamada, se vê imerso numa trágica e sangrenta luta pelo poder.

## Elenco
| Ator             | Personagem              | Macbeth referência |
| ---------------- | ----------------------- | ------------------ |
| Toshiro Mifune   | Taketoki Washizu        | Macbeth            |
| Isuzu Yamada     | Lady Asaji Washizu      | Lady Macbeth       |
| Takashi Shimura  | Noriyasu Odagura        | Macduff            |
| Akira Kubo       | Yoshiteru Miki          | Fleance            |
| Yōichi Tachikawa | Kunimaru Tsuzuki        | Malcolm            |
| Minoru Chiaki    | Yoshiaki Miki           | Banquo             |
| Takamaru Sasaki  | Lord Kuniharu Tsuzuki   | King Duncan        |
| Chieko Naniwa    | Witch                   | as Três bruxas     |
| Kokuten Kōdō     | primeiro General        |                    |
| Sachio Sakai     | Washizu's samurai       |                    |
| Yū Fujiki        | Washizu's samurai       |                    |
| Kichijirō Ueda   | Washizu's workman       |                    |
| Takeshi Katō     | Tsuzuki's samurai       |                    |
| Shōbun Inoue     | Tsuzuki's mensageiro    |                    |
| Asao Koike       | Tsuzuki's mensageiro 2  |                    |
| Eiko Miyoshi     | Senior lady-in-waiting  |                    |
| Isao Kimura      | Mensageiro (fantasma)   |                    |
| Seiji Miyaguchi  | Mensageiro (fantasma) 2 |                    |

## Produção

### Desenvolvimento

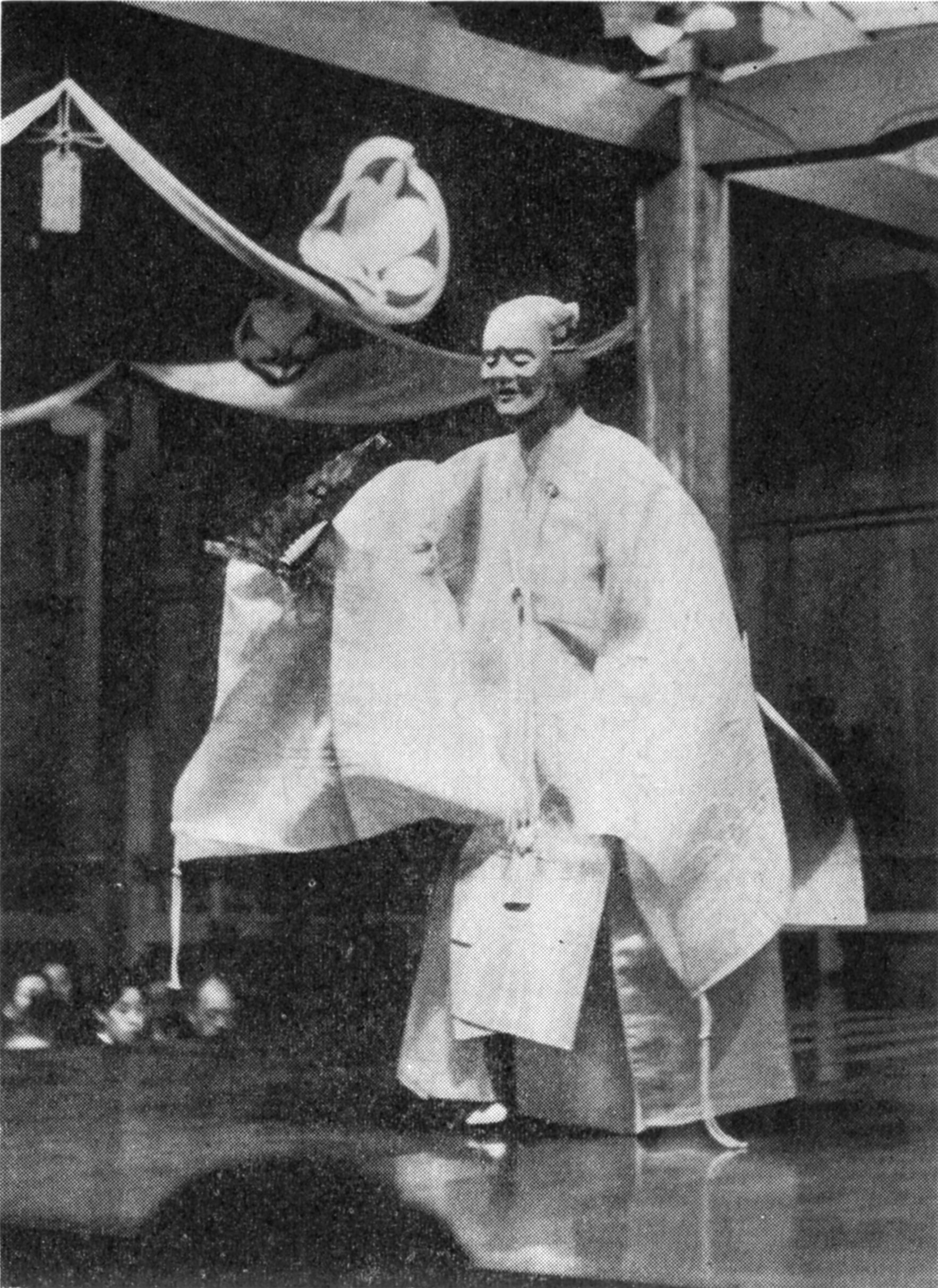
O teatro Noh foi uma influência para o enredo do longa-metragem.

As peças de William Shakespeare já eram lidas pelos japoneses desde a restauração Meiji, embora durante a segunda guerra mundial tenha sido proibida pelo regime fascista de Hirorito por não pertecerem a cultura do país. Akira Kurosawa admirava Macbeth de Shakespeare há muito tempo e queria fazer uma adaptação cinematográfica da obra após concluir seu filme Rashômon (1950). Quando soube que Orson Welles já havia lançado sua própria versão de Macbeth em 1948, Kurosawa decidiu então adiar seu projeto de adaptação por alguns anos.
Akira afirmava que a Escócia Medieval e o Japão na mesma época compartilhavam os mesmos problemas sociais e políticos as quais continham lições para os dias contemporâneos. Além disso, Macbeth poderia servir como um conto de advertência complementando seu longa-metragem Ikiru (1952). Em maio de 1956, Kurosawa anunciou que produziria três filmes de samurai para a Toho, Throne of Blood, Kakushi toride no san akunin e Yojimbo, cada um a ser filmado de setembro de 1956 ao início de 1957 por outros diretores. Ishirō Honda, mais conhecido pelo kaiju Godzilla (1954), foi escalado par a direção de Throne of Blood, porém foi Kurosawa que acabou dirigindo todos os três longa-metragem sozinho.
O filme combina a peça de Shakespeare com o estilo do teatro Noh. Kurosawa era um grande admirador desse estilo de teatro japonês, ao qual sempre colocava ele acima do Kabuki. Em particular, ele desejava incorporar movimentos corporais e cenografia do longa-metragem com o estilo Noh. Esses dramas de teatro também fazem uso de máscaras, e o "espírito maligno" é visto, em diferentes partes do filme, usando rostos que lembram essas máscaras, começando com a yaseonna (velha senhora). O Noh frequentemente enfatiza a doutrina budista da impermanência, Isso está conectado ao fato de Washizu ter a salvação negada, com o coro cantando que seu fantasma perambula pelo  mundo. A utilização de tambor e flauta é algo que também se encontra nesse ramo do teatro japonês.

### Cenografia

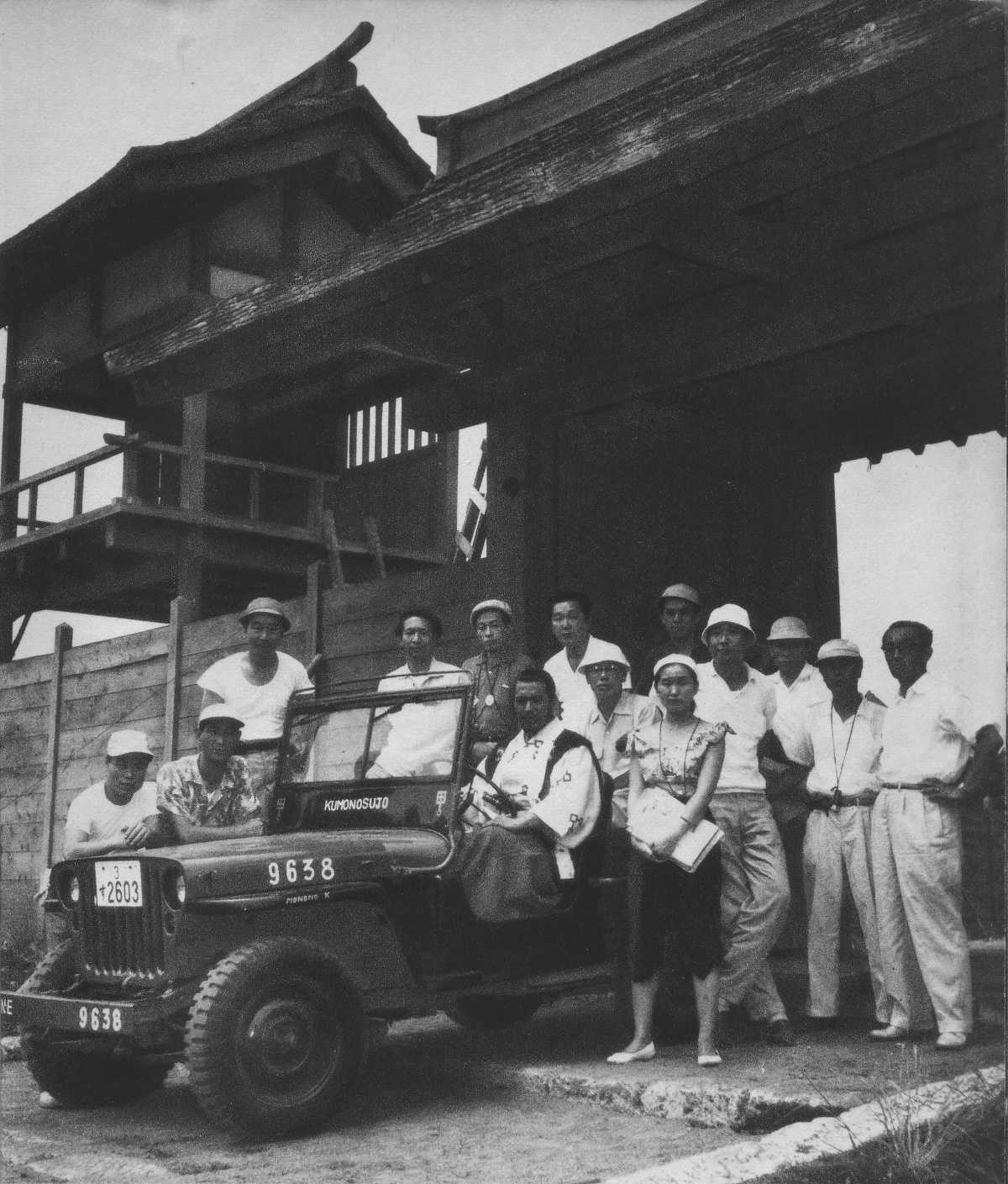
Elenco e membros da equipe no set ao ar livre de Throne of Blood, publicado na edição do início de setembro de 1956 da Kinema Junpo. (da esquerda para a direita) Shinjin Akiike, Fumio Yanoguchi, Kuichirō Kishida, Samaji Nonagase, Takao Saito, Toshiro Mifune (no jipe), Minoru Chiaki, Takashi Shimura, Teruyo Nogami (roteirista), Yoshirō Muraki, Akira Kurosawa, Hiroshi Nezu, Asakazu Nakai e Sōjirō Motoki.

Os exteriores do castelo foram construídos e filmados nas encostas vulcânicas do Monte Fuji. O pátio do castelo foi construído no estúdio Tamagawa da Toho, com solo vulcânico trazido de Fuji. As sequências na floresta foram uma combinação da floresta real do monte e fotos de estúdio em Tóquio. A mansão de Washizu foi filmada na Península de Izu.
Nas próprias palavras de Kurosawa:
"Foi um filme muito difícil de fazer. Decidimos que o cenário principal do castelo tinha que ser construído na encosta do Monte Fuji, não porque eu quisesse mostrar esta montanha, mas porque ela tem precisamente a paisagem atrofiada que eu queria. E geralmente é nebuloso. Eu tinha decidido que queria muita neblina para este filme... Fazer o cenário foi muito difícil porque não tínhamos pessoas suficientes e o local era muito longe de Tóquio. Felizmente, havia uma base do Corpo de Fuzileiros Navais dos EUA por perto, e eles ajudaram muito; também um batalhão inteiro da PM nos ajudou. Todos nós trabalhamos muito duro, limpando o terreno, construindo o cenário. Nosso trabalho nesta encosta íngreme e envolta em neblina, eu me lembro, nos exauriu completamente; quase ficamos doentes."
O designer de produção Yoshirō Muraki disse que a equipe optou por empregar a cor preta nas paredes do cenário e muitas armaduras para complementar os efeitos de névoa e neblina. Este design foi baseado em pergaminhos antigos representando as construções de castelos japoneses.

### Efeitos Especiais
A cena em que as árvores da Floresta da Teia de Aranha se aproximam do castelo foi criada pelo departamento de efeitos especiais da Toho e dirigida por Eiji Tsuburaya. Originalmente, essa cena era mais longa, mas Kurosawa encurtou por razões de ritmo. O crítico de cinema Stephen Prince comparou suas paisagens minimalistas à técnica de pintura sumi-e.
A sequência da morte de Washizu, na qual seus próprios arqueiros se voltam contra ele e o atiram flechas, foi de fato realizada com flechas reais, disparadas por arqueiros experientes e habilidosos. Durante as filmagens, Mifune agitava os braços, que era como o ator indicava sua direção corporal pretendida. Isso era para sua própria segurança, a fim de evitar que os arqueiros o atingissem acidentalmente.

## Lançamento
O filme foi lançado pela Toho nos cinemas no Japão em 15 de janeiro de 1957 e arrecadou ¥ 198 milhões, tornando-se o segundo filme japonês de maior bilheteria daquele ano atrás apenas Emperor Meiji and the Great Russo-Japanese War do Shintoho que obteve uma bilheteria de ¥ 542,91 milhões. Nos Estados Unidos, o longa-metragem foi distribuído pela Brandon Films com legendas em inglês de 105 minutos e estreou em 22 de novembro de 1961.
Throne of Blood foi o primeiro filme a ser exibido no 1º BFI London Film Festival em 16 de outubro de 1957. Após a exibição, Akira Kurosawa compareceu a uma festa na casa do crítico de cinema Dilys Powell e jantou com os atores Laurence Olivier e Vivien Leigh, que planejavam interpretar Macbeth e Lady Macbeth em uma adaptação cinematográfica de Macbeth de William Shakespeare que nunca se materializou. Olivier disse a Kurosawa que gostou de assistir ao filme e ficou impressionado com a cena em que o Macbeth de Toshiro Mifune é atingido por flechas. A atuação de Isuzu Yamada impressionou Leigh, e ela perguntou por que Yamada fazia tão pouco movimento quando estava brava.
Em 1991, o filme foi lançado nos Estados Unidos em LaserDisc pela The Criterion Collection, e em VHS pela Media Home Entertainment. Enquanto a Toho lançou o filme em DVD no Japão em 2002 e em Blu-ray em 2010. Em 2013, a Madman Entertainment distribuiu o filme em DVD na Região 4. Na Região A, a The Criterion Collection lançou o filme em Blu-ray em 2014, tendo inclusive lançado o filme em DVD 10 anos antes.
No ano de 2018, o filme foi exibido pelo Arquivo Nacional de Cinema do Japão no Essential 2018 National Film Archive Opening Cinema Memorial em Kyōbashi, Tóquio junto com outros 9 filmes japoneses. Em 2021, o Kawakita Memorial Film Institute exibiu uma remasterização 4K do filme no 12º Festival de Cinema das 10h.

## Recepção

### Resposta Crítica
O longa-metragem foi aclamado pela crítica especializada. Quando foi lançado nos Estados Unidos em 1961, a crítica da Time elogiou Kurosawa e o filme como "uma descida visual ao inferno da ganância e da superstição. O crítico David Parkinson da revista Empire avaliou-o com 5 de 5, chamando-o de "altamente cinematográfico" e "um filme repleto de cenários magníficos". Bosley Crowther do The New York Times classificou a ideia de uma adaptação japonesa Shakespeariana de "divertida" e elogiou a cinematografia. O historiador de cinema Donald Richie elogiou o filme como "uma maravilha porque é feito de tão pouco: neblina, vento, árvores, névoa".
Os diretores britânicos Geoffrey Reeve e Peter Brook consideraram o filme uma obra-prima, mas negaram que fosse uma adaptação de Shakespeare por causa da linguagem cinematográfica japonesa. Em contrapartida, recebeu elogios de críticos literários, apesar das muitas liberdades que toma com a peça original. O americano Harold Bloom julgou-o "a versão cinematográfica de maior sucesso de Macbeth". Sylvan Barnet escreve que o diretor capturou Macbeth como um guerreiro forte e que "Sem se preocupar com a fidelidade ao original", Trono Manchado de Sangue é "muito mais satisfatório" do que a maioria dos filmes de Shakespeare.
No agregador Rotten Tomatoes, o filme tem uma taxa de aprovação de 96% com base em 47 resenhas, com uma pontuação média de 8,80/10. O consenso do site afirma: "Um ponto alto da carreira de Akira Kurosawa – e uma das melhores adaptações cinematográficas de uma peça de Shakespeare". Uma análise mista foi feita pela Sight & Sound que o comparou desfavoravelmente a Os Sete Samurais (1954) e Rashômon (1950). Apesar de achar Kurosawa brilhante o cineasta Andrei Tarkovski considera este filme um dos seus mais fracos trabalhos.

### Impacto e legado
Atualmente, o filme é classificado como um dos melhores longa-metragens de 1957 e uma das mais essenciais obras de Kurosawa. Throne of Blood também é amplamente considerada como uma das - senão a melhor - adaptação de Macbeth. O longa-metragem também é constantemente visto em listas de clássicos samurais japoneses
Após o sucesso de Throne of Blood, Kurosawa seguiu adaptando mais obras de William Shakespeare: Warui yatsu hodo yoku nemuru (1960) - influenciado por Hamlet de Shakespeare e O Conde de Monte Cristo do Alexandre Dumas - e Ran (1985) baseado em Rei Lear.  A versão cinematográfica de Macbeth (1971) do Roman Polanski, tem semelhanças com Trono Manchado de Sangue, nas cenas de personagens em estradas sinuosas e na utilização da trilha sonora para identificar locais e condições psicológicas dos personagens. A cena da morte de Toshiro Mifune foi a fonte de inspiração para a sequência final da morte da vilã protagonizada por Piper Laurie no filme Carrie (1976) na qual facas são atiradas contra ela, neste caso pela Carrie White usando seus poderes psíquicos. A animação japonesa Millenium Actress (2001) faz referências ao longa-metragem através do Forest Spirit/Witch.
O roteiro de Throne of Blood foi adaptado para o palco pelo diretor Ping Chong, estreando no Oregon Shakespeare Festival de 2010 em Ashland.

## Prêmios e indicações
| Prêmio                      | Categoria              | Indicado(a)    | Resultado | Ref(s) |
| --------------------------- | ---------------------- | -------------- | --------- | ------ |
| Festival de filme em Veneza | Golden Lion            | Akira Kurosawa | Indicado  | [ 66 ] |
| Kinema Junpo Awards         | Best 10 Japanese Films |                | 4° lugar  | [ 67 ] |
| Kinema Junpo Awards         | Best Actress           | Isuzu Yamada   | Venceu    | [ 67 ] |
| Mainichi Film Awards        | Best Actor             | Toshiro Mifune | Venceu    | [ 57 ] |
| Mainichi Film Awards        | Best Art Direction     | Yoshirō Muraki | Venceu    | [ 57 ] |
| Blue Ribbon Awards          | Best 10 Japanese Films |                | 7° lugar  | [ 68 ] |
| Blue Ribbon Awards          | Technology Award       | Yoshirō Muraki | Venceu    | [ 68 ] |
| Visual Technology Awards    | Art                    | Yoshirō Muraki | Venceu    | [ 69 ] |